# Necrolisi
La necrolisi è la decomposizione biologica delle parti non mineralizzate di un organismo prima del seppellimento. In generale, la necrolisi comprende anche processi di decomposizione non biologica della materia organica, come la combustione e le dirette conseguenze che la decomposizione ha sulle parti mineralizzate degli organismi. 